# Lengnau (Argovie)
Pour les articles homonymes, voir Lengnau.

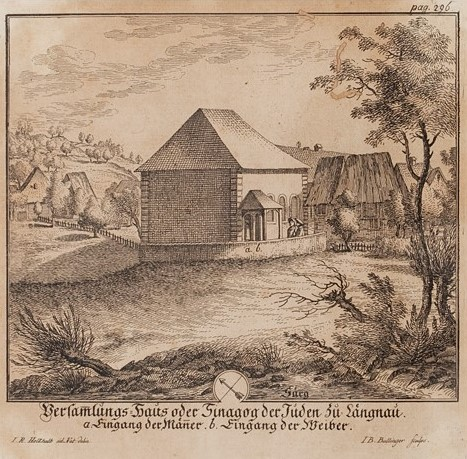
Gravure de la synagogue de Lengnau, XVIIIe siècle (collection du musée juif de Suisse).

Lengnau est une commune suisse du canton d'Argovie, située dans le district de Zurzach.

## Histoire

Photo aérienne prise à 300 m par Walter Mittelholzer (1922).